# Ctenus longicalcar
Ctenus longicalcar este o specie de păianjeni din genul Ctenus, familia Ctenidae, descrisă de Kraus, 1955.
Este endemică în El Salvador. Conform Catalogue of Life specia Ctenus longicalcar nu are subspecii cunoscute.